# ヴワディスワフ・ゴムウカ
ヴワディスワフ・ゴムウカ（ゴムルカ、Władysław Gomułka　1905年2月6日 - 1982年9月1日）は、ポーランドの政治家。1956年から1970年までポーランド統一労働者党（ポーランド語: Polska Zjednoczona Partia Robotnicza、PZPR）第一書記を務め、スターリン主義からの脱却に足跡を残した。

## 経歴

### 戦前
オーストリア＝ハンガリー帝国クロッセン（現在のポトカルパチェ県クロスノ）近郊の出身。初等学校卒業後、機械工として働いた。1921年に社会主義運動に加わり、1926年に共産党に入党。共産主義労働者グループと労働組合の組織に入った。
1932年に逮捕され、禁固4年を言い渡されたが病気のため1934年に釈放された。翌1935年までの間、モスクワの国際レーニン学校で学ぶ。

### 戦中
第二次世界大戦勃発後、ナチス・ドイツがポーランドを侵略し占領政策を行い始めると、ゴムウカはドイツに対する非合法的なレジスタンス運動（パルチザン）に従事、これを指導した。大祖国戦争が始まり、戦時中、影響力のある共産主義者となったゴムウカは、1943年、ポーランド労働者党（Polska Partia Robotnicza、PPR）の書記長となる。また、共産主義活動家やソ連派の集まる組織「国家全国評議会」を設立した。
1944年1月1日、ゴムウカはナチス・ドイツの占領下ポーランドでの抗戦でソ連軍の援護を行い、ソ連の共産主義政権をポーランドに設立するため国家全国評議会(波蘭:Krajowa Rada Narodowa, KRN) により共産主義パルチザンのポーランド人民軍が設立された。ソ連軍によってポーランドがナチス・ドイツから解放された後も重要な役職に就いた。同年12月から、ポーランド共和国暫定政府の副首相兼回復領土問題相となった。

### 戦後
1945年、戦後はポーランド国民統一暫定政府として副首相の任を継続。ソ連当局の支援の下、ポーランドに共産主義体制を樹立し政敵を大量に逮捕した。
しかしゴムウカは、ソ連の意向に反する態度を取り始める。1948年に右翼民族主義的な思想であると批判されて影響力が低下し、同年9月3日に書記長から解任という処分を受けた。このため、ゴムウカは12月に自己批判を行ったが、政治局員には選出されなかった。1949年1月、ゴムウカは全ての国家ポストを失いポーランド統一労働者党から除名された。更に1951年7月には逮捕・投獄された。そして翌1952年、正式に「ポーランド人民共和国」が成立する。
ゴムウカは、スターリンの死とソ連の政策変更を経て1954年12月に釈放される。1956年6月にポズナン暴動が起こると8月5日に党への復帰が認められ、10月21日には党の指導者的地位に当たる第一書記に選出される。ゴムウカはワルシャワ条約機構の影響下の中、体制維持に尽力する一方で自主的路線に政策を転換することを約束した。

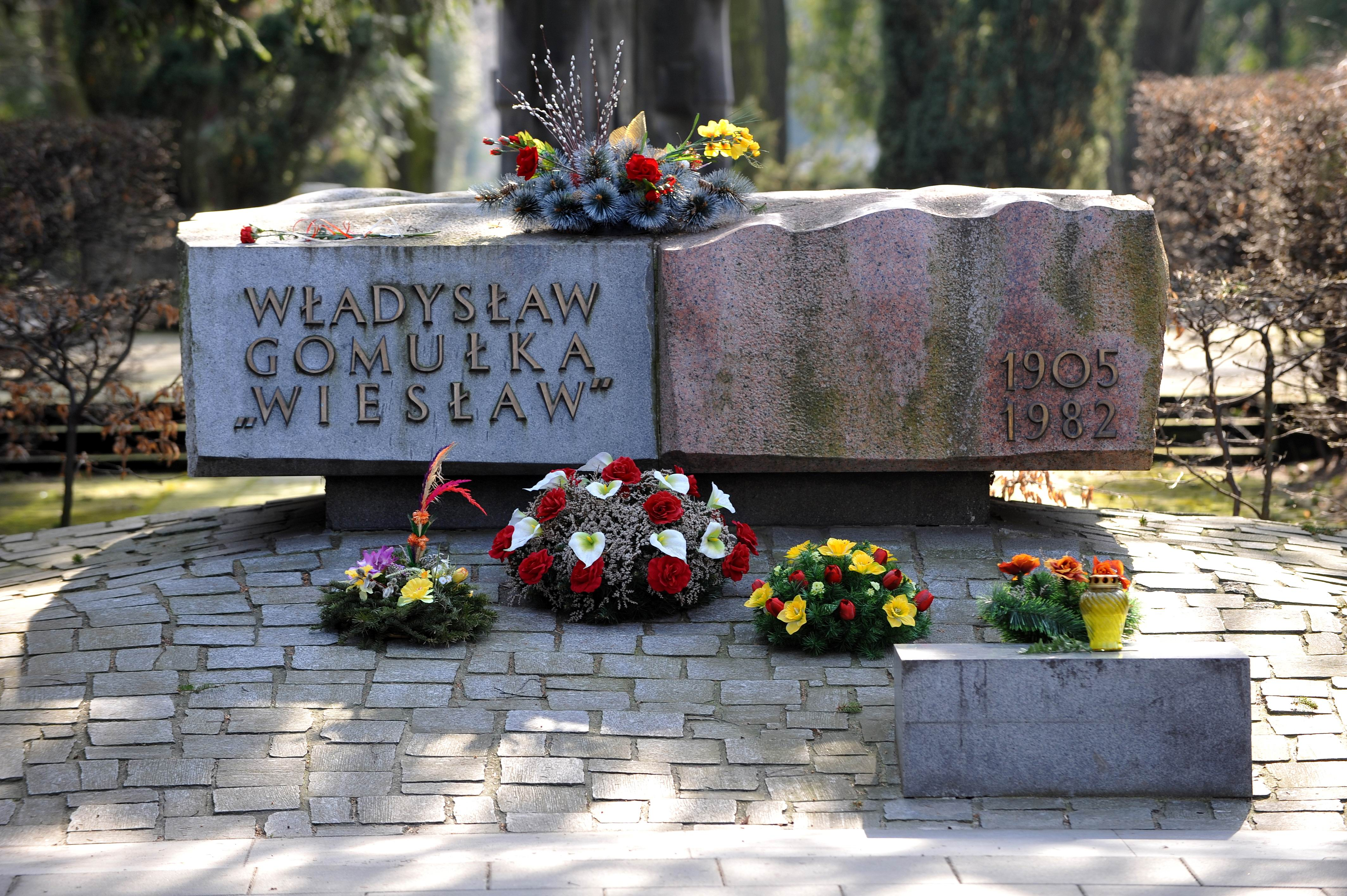
首都ワルシャワ軍事墓地にあるゴムウカの墓

結果的にゴムウカは第二次世界大戦後、東欧を支配していたスターリン主義的な風潮を、農業集団化の廃止、ローマ・カトリック教会への迫害の停止、検閲の緩和などの改革を行う事によって解消することに貢献した。このようなゴムウカの改革は当初こそ民衆に歓迎された。
しかし改革は徐々に行き詰まり、カトリック教会との軋轢が日増しに増大。日を追う事に活発化、過激化する民衆による自由化運動を危険なものと判断し、国内の自由化運動を弾圧するようになっていく。1970年に大規模な労働運動がポーランド全土に拡大する中でゴムウカはその権力を失った。同年12月18日、第一書記を辞任。翌1971年に引退した。
1982年9月1日に肺がんのため死去。77歳没。